# Lista de autores cujos nomes são mais conhecidos pela forma abreviada
Um expressivo número de autores são mais conhecidos pelos seus nomes abreviados nas obras de sua autoria, e não pelos seus nomes grafados por extenso. Isto inclui alguns dos mais notáveis autores contemporâneos, como D. H. Lawrence, J. D. Salinger, T. S. Eliot, J. K. Rowling. Esta é uma lista desses autores, que preferem ser mais conhecidos pelos seus nomes abreviados.

## A
- A. A. Milne – Alan Alexander Milne
- A. E. Housman – Alfred Edward Housman
- A. J. Ayer – Alfred Jules Ayer
- A. J. Cronin – Archibald Joseph Cronin
- A. J. Liebling – Abbott Joseph Liebling
- A. J. P. Taylor – Alan John Percivale Taylor
- A. L. Barker – Audrey Lilian Barker
- Annie M. G. Schmidt – Annie Maria Geertruida Schmidt
- Arthur C. Clarke – Arthur Charles Clarke
- A. S. Neill – Alexander Sutherland Neill

## B
- B. F. Skinner – Burrhus Frederic Skinner

## C
- C. J. Sansom – Christopher John Sansom
- C. L. R. James – Cyril Lionel Robert James
- C. P. Snow – Charles Percy Snow
- C. S. Forester – Cecil Scott Forester
- C. S. Lewis – Clive Staples Lewis

## D
- Dario S. Zambon – Dario Simões Zambon
- DBC Pierre  – Dirty But Clean Pierre
- D. H. Lawrence – David Herbert Lawrence

## E
- E. Nesbit – Edith Nesbit
- Edgar D. Zanotto – Edgar Dutra Zanotto
- E. B. White – Elwyn Brooks White
- E. E. Cummings – Edward Estlin Cummings
- E. E. Smith – Edward Elmer Smith
- E. H. Carr – Edward Hallett Carr
- E. L. James – pseudônimo de Erika Leonard
- E. Lockhart – pseudônimo de Emily Jenkins
- E. M. Forster – Edward Morgan Forster
- Ernest J. Gaines – Ernest James Gaines
- E. T. A. Hoffmann – Ernst Theodor Amadeus Hoffmann

## F
- F. C. Burnand – Francis Cowley Burnand
- F. Scott Fitzgerald – Francis Scott Fitzgerald

## G
- G. B. Shaw – George Bernard Shaw
- G. D. H. Cole – George Douglas Howard Cole
- G. K. Chesterton – Gilbert Keith Chesterton
- G. M. Trevelyan – George Macaulay Trevelyan
- George R. R. Martin – George Raymond Richard Martin

## H
- H.D. – Hilda Doolittle
- H. G. Wells – Herbert George Wells
- H. L. Mencken – Henry Louis Mencken
- H. P. Lovecraft – Howard Phillips Lovecraft
- H. R. F. Keating – Henry Reymond Fitzwalter Keating
- Hunter S. Thompson – Hunter Stockton Thompson

## I
- I. A. Richards – Ivor Armstrong Richards
- Iain M. Banks – Iain Menzies Banks
- I. F. Stone – Isidor Feinstein Stone

## J
- James A. Michener – James Albert Michener
- J. D. Salinger – Jerome David Salinger
- J. G. de Araújo Jorge – José Guilherme de Araújo Jorge
- J. G. Ballard – James Graham Ballard
- J. K. Rowling – Joanne Rowling (o K é em homenagem à sua avó Kathleen, e não faz parte de seu nome de registro)
- J. M. Barrie – James Matthew Barrie
- J. M. Coetzee – John Maxwell Coetzee
- John D. MacDonald – John Dann MacDonald
- J. R. Ackerley – Joe Randolph Ackerley
- J. R. R. Tolkien – John Ronald Reuel Tolkien

## L
- Livia S. Eberlin – Livia Schiavinato Eberlin
- L. Frank Baum – Lyman Frank Baum
- L. Sprague de Camp – Lyon Sprague de Camp
- L. M. Montgomery -Lucy Maud Montgomery
- L. Ron Hubbard – Lafayette Ronald Hubbard

## M
- Maria Coleta F. A. de Oliveira – Maria Coleta Ferreira Albino de Oliveira
- M. Night Shyamalan – Manoj  Shyamalan
- M. R. James – Montague Rhodes James

## O
- O. Henry – pen-name of William Sydney Porter

## P
- Paulo R. Holvorcem – Paulo Renato Holvorcem
- P. B. Shelley – Percy Bysshe Shelley
- P. C. Wren – Percival Christopher Wren
- P. D. James – Phyllis Dorothy James
- Pearl S. Buck – Pearl Sydenstricker Buck
- P. G. Wodehouse – Pelham Grenville Wodehouse
- P. H. Newby – Percy Howard Newby
- Philip K. Dick – Philip Kindred Dick
- P. J. O'Rourke – Patrick Jake O'Rourke
- P. L. Travers -Pamela Lyndon Travers

## R
- Regina H. Macedo – Regina Helena Ferraz Macedo
- R. A. Lafferty – Rafael Aloysius Lafferty
- R. A. Salvatore – Robert Anthony Salvatore
- R. D. Blackmore – Richard Doddridge Blackmore
- R. G. Collingwood – Robin George Collingwood
- R. H. Tawney – Richard Henry Tawney
- Robert A. Heinlein – Robert Anson Heinlein
- Robert B. Parker – Robert Brown Parker
- R. L. Stine – Robert Lawrence Stine
- R. M. Ballantyne – Robert Michael Ballantyne
- R. S. Thomas – Ronald Stuart Thomas

## S
- S. E. Hinton – Susan Eloise Hinton

## T
- Thomas M. Disch – Thomas Michael Disch
- T. E. Hulme – Thomas Ernest Hulme
- T. E. Lawrence – Thomas Edward Lawrence
- T. H. White – Terence Hanbury White
- T. S. Eliot – Thomas Stearns Eliot

## U
- Ursula K. Le Guin or (once) U. K. Le Guin – Ursula Kroeber Le Guin

## V
- V. C. Andrews – Cleo Virginia Andrews
- V. S. Naipaul – Vidiadhar Surajprasad Naipaul
- V. S. Pritchett – Victor Sawdon Pritchett

## W
- W. Somerset Maugham – William Somerset Maugham
- W. B. Yeats – William Butler Yeats
- W. E. Henley – William Ernest Henley
- W. E. B. Du Bois – William Edward Burghardt Du Bois
- W. G. Sebald – Winfried Georg Sebald
- W. H. Auden – Wystan Hugh Auden
- W. S. Gilbert – William Schwenck Gilbert
- W. S. Merwin – William Stanley Merwin